# Eternamente Jovem
Eternamente Jovem  (Forever Young) é um filme estadunidense de 1992, do gênero romance, dirigido por Steve Miner.

## Sinopse
Em 1939, piloto de testes da Força Aérea dos Estados Unidos fica desesperado quando sua namorada entra em coma irreversível. Desnorteado, ele concorda em servir de cobaia para um projeto, onde ficará congelado durante um ano. No entanto, ocorre um incêndio e o cientista-chefe morre, ficando o projeto secreto esquecido. O piloto só consegue voltar à vida cinqüenta anos depois, quando dois garotos abrem acidentalmente a cápsula abandonada em um armazem militar.

## Elenco
- Mel Gibson .... Capitão Daniel McCormick
- Jamie Lee Curtis .... Claire Cooper
- Elijah Wood .... Nat Cooper
- Isabel Glasser .... Helen
- George Wendt .... Harry Finley
- Joe Morton .... Cameron
- Nicolas Surovy .... John
- David Marshall Grant .... Tenente-coronel Wilcox
- Robert Hy Gorman .... Felix
- Millie Slavin .... Susan Finley
- Michael A. Goorjian .... Steven
- Veronica Lauren .... Alice
- Art LaFleur .... Pai de Alice